# HTTP File Server
Der HTTP File Server (HFS) ist ein freier ressourcenschonender Webserver für Microsoft Windows, der speziell für das Anbieten von Downloads entworfen wurde.

## Funktionalität
Die unterstützten Funktionen unterscheiden sich deutlich von denen anderer Webserver. HFS unterstützt das HTTP/1.1-Protokoll, nicht jedoch FTP. Einige Standardfunktionen wie beispielsweise CGI fehlen, dafür sind eher unkonventionelle Funktionen vorhanden – wie etwa das Zählen von Downloads. Das unterstreicht den eigentlichen Einsatzzweck, nämlich einen HTTP-Dateiserver für jedermann verfügbar zu machen.
Außerdem kann man Benutzeraccounts erstellen und so benutzerspezifisch den Zugriff auf die jeweiligen Dateien oder Ordner verwalten, dazu gibt es auch eine Hochladefunktion, welche anderen Benutzern erlaubt über den Browser Dateien auf den Server zu laden, sofern es der Serverbesitzer möchte.
HFS verrichtet auch mittels Wine unter Unix-artigen Betriebssystemen seinen Dienst einwandfrei, was es besonders interessant für „Kommandozeilen-Faule“ und weniger versierte Benutzer macht.

## Historie
Die Entwicklung begann im August 2002, Version 1.0 wurde bereits im September desselben Jahres veröffentlicht.
Die aktuelle stabile Version ist 2.3m, die aktuelle Testversion 2.4.0 RC6 (Stand: 28. Juni 2021).